# Siemionki (województwo warmińsko-mazurskie)
Siemionki (niem. Schemionken) – wieś w Polsce, położona w województwie warmińsko-mazurskim, w powiecie giżyckim, w gminie Wydminy.
| SIMC    | Nazwa | Rodzaj    |
| ------- | ----- | --------- |
| 0772458 | Rydze | część wsi |

W latach 1975–1998 miejscowość położona była w województwie suwalskim.
W ramach akcji germanizacyjnej w 1928 roku zmieniono urzędową nazwę wsi na Bergwalde.